# GNK Dinamo Zagreb
GNK Dinamo Zagreb is een Kroatische voetbalclub uit Zagreb.
Na de Tweede Wereldoorlog werden alle clubs uit Zagreb ontbonden, als straf voor collaboreren met de Duitsers door het nieuwe communistische beleid en er werd een nieuwe club opgericht, Dinamo Zagreb.

## Geschiedenis

### Joegoslavische periode
In het eerste naoorlogse seizoen werd Dinamo meteen tweede achter Partizan Belgrado, ook een nieuwe club in het (voormalige) Joegoslavische voetbal. Het volgend seizoen werd de titel behaald. De volgende titel werd in 1954 gevierd, in de tussentijd eindigde de club altijd in de topvier op 1953 na. Ook in 1958 trok de club aan het langste eind. Dan was het nog een hele tijd wachten op een volgende titel. In 1965 eindigde de club op de 'slechts' achtste plaats. In de volgende vier seizoenen werd dan weer drie keer de tweede plaats behaald. In 1967 werd de Jaarbeursstedenbeker gewonnen.
Begin jaren zeventig zakte de club wat weg, eind jaren zeventig stond de club dan weer in de top. In 1977 werd de Balkan Cup gewonnen. Na een twaalfde plaats in 1980 herpakte de club zich en vierde twee jaar later opnieuw de landstitel. De rest van de jaren tachtig eindigde Dinamo in de middenmoot. In 1990 en 1991 werd Dinamo tweede. Na dit seizoen trokken alle Kroatische clubs zich terug uit de competitie om een eigen competitie op te richten.

### Kroatische periode
Na de onafhankelijkheid van het toenmalige Joegoslavië veranderde de clubnaam in 1991 in HAŠK-Građanski en in 1993 in Croatia Zagreb. De naamsverandering werd gezien als distantiëring van het oude communistische regime. De nieuwe naam was echter niet populair bij de fans en in 2000 veranderde de club weer in Dinamo.
In het eerste officiële kampioenschap in 1992 werd de club slechts vijfde, maar het volgend seizoen werd de eerste Kroatische titel gevierd. Na twee titels van Hajduk Split werd de titel vijf keer op rij binnen gehaald. De volgende titel kwam in 2003, na de tweede plaats in 2004 eindigde Dinamo verrassend zevende in 2005. Dit euvel werd het volgend seizoen weer rechtgezet met de landstitel en sindsdien werd tot en met het seizoen 2011/2012 elke keer de landstitel behaald.

## Erelijst
- Balkan Cup

1977
- Jaarbeursstedenbeker

1967
- Kampioen van Joegoslavië (4x)

1948, 1954, 1958, 1982
- Beker van Joegoslavië (7x)

1951, 1960, 1963, 1965, 1969, 1980, 1983
- Kampioen van Kroatië (25x)

1993, 1996, 1997, 1998, 1999, 2000, 2003, 2006, 2007, 2008, 2009, 2010, 2011, 2012, 2013, 2014, 2015, 2016, 2018, 2019, 2020, 2021, 2022, 2023, 2024
- Beker van Kroatië (17x)

1994, 1996, 1997, 1998, 2001, 2002, 2004, 2007, 2008, 2009, 2011, 2012, 2015, 2016, 2018, 2021, 2024
- Supercup van Kroatië (8x)

2002, 2003, 2006, 2010, 2013, 2019, 2022, 2023

## Eindklasseringen vanaf 1992
| Seizoen        | Competitie | Niveau | Eindstand | Beker        | Opmerking                                                                                                  |
| -------------- | ---------- | ------ | --------- | ------------ | --- |
| HAŠK-Građanski |            |        |           |              | |
| 1992           | 1. HNL     | I      | 5         | Finale       | < NK Inter Zaprešić: 1-1/0-1                                                                               |
| 1992/93        | 1. HNL     | I      |           | Finale       | < HNK Hajduk Split: 1-4/2-1; Liga-topscorer: Goran Vlaović (23)                                            |
| Croatia Zagreb |            |        |           |              | |
| 1993/94        | 1. HNL     | I      | 3         | Winnaar      | < HNK Rijeka: 2-0/0-1; verliezer Super Cup > HNK Hajduk Split: 4-4/0-0; Liga-topscorer: Goran Vlaović (29) |
| 1994/95        | 1. HNL     | I      | 2         | Finale       | < HNK Hajduk Split: 2-3/0-1; verliezer Super Cup > HNK Hajduk Split: 0-1/1-0 (5-6 n.s.)                    |
| 1995/96        | 1. HNL     | I      |           | Winnaar      | < Varteks Varaždin: 2-0/1-0; Liga-topscorer: Igor Cvitanović (19)                                          |
| 1996/97        | 1. HNL     | I      |           | Winnaar      | < NK Zagreb, 2-1; Liga-topscorer: Igor Cvitanović (20)                                                     |
| 1997/98        | 1. HNL     | I      |           | Winnaar      | < Varteks Varaždin: 1-0/2-1                                                                                |
| 1998/99        | 1. HNL     | I      |           | 1e ronde     | |
| 1999/00        | 1. HNL     | I      |           | Finale       | < HNK Hajduk Split: 0-2/1-0; Liga-topscorer: Tomo Šokota (21)                                              |
| Dinamo Zagreb  |            |        |           |              | |
| 2000/01        | 1. HNL     | I      | 2         | Winnaar      | < HNK Hajduk Split: 2-0/1-0; Liga-topscorer: Tomo Šokota (20)                                              |
| 2001/02        | 1. HNL     | I      | 3         | Winnaar      | < Varteks Varaždin: 1-1/1-0                                                                                |
| 2002/03        | 1. HNL     | I      |           | 8e finale    | winnaar Super Cup > NK Zagreb: 3-2 n.v.; Liga-topscorer: Ivica Olić (16)                                   |
| 2003/04        | 1. HNL     | I      | 2         | Winnaar      | < Varteks Varaždin: 0-0/1-1; winnaar Super Cup > HNK Hajduk Split: 4-1                                     |
| 2004/05        | 1. HNL     | I      | 7         | kwartfinale  | verliezer Super Cup > HNK Hajduk Split: 0-1                                                                |
| 2005/06        | 1. HNL     | I      |           | 8e finale    | Liga-topscorer: Ivan Bošjnak (22)                                                                          |
| 2006/07        | 1. HNL     | I      |           | Winnaar      | < NK Slaven Belupo: 1-0/1-1; winnaar Super Cup > HNK Rijeka: 4-1; Liga-topscorer Eduardo (34)              |
| 2007/08        | 1. HNL     | I      |           | Winnaar      | < HNK Hajduk Split: 3-0/0-0                                                                                |
| 2008/09        | 1. HNL     | I      |           | Winnaar      | < HNK Hajduk Split: 3-0/0-3 (4-3 n.s.); Liga-topscorer: Mario Mandžukić (16)                               |
| 2009/10        | 1. HNL     | I      |           | halve finale | |
| 2010/11        | 1. HNL     | I      |           | Winnaar      | < NK Varaždin: 5-1/3-1; winnaar Super Cup > HNK Hajduk Split: 1-0                                          |
| 2011/12        | 1. HNL     | I      |           | Winnaar      | < NK Osijek: 0-0/3-1; Liga-topscorer Fatos Bećiraj (15)                                                    |
| 2012/13        | 1. HNL     | I      |           | 8e finale    | |
| 2013/14        | 1. HNL     | I      |           | Finalist     | < HNK Rijeka: 0-1/0-2; winnaar Super Cup > HNK Hajduk Split: 1-1 (4-1 n.s.); Liga-topscorer: Duje Čop (22) |
| 2014/15        | 1. HNL     | I      |           | Winnaar      | < RNK Split: 0-0 (4-2 n.s.); verliezer Super Cup > HNK Rijeka: 1-2; Liga-topscorer: Ángelo Henríquez (21)  |
| 2015/16        | 1. HNL     | I      |           | Winnaar      | < NK Slaven Belupo: 2-1                                                                                    |
| 2016/17        | 1. HNL     | I      | 2         | Finalist     | < HNK Rijeka: 1-3                                                                                          |
| 2017/18        | 1. HNL     | I      |           | Winnaar      | < HNK Hajduk Split: 1-0; Liga-topscorer El Arbi Soudani (17)                                               |
| 2018/19        | 1. HNL     | I      |           | Finalist     | < HNK Rijeka: 1-3                                                                                          |
| 2019/20        | 1. HNL     | I      |           | kwartfinale  | winnaar Super Cup > HNK Rijeka: 1-0                                                                        |
| 2020/21        | 1. HNL     | I      |           | Winnaar      | < NK Istra 1961: 6-3                                                                                       |
| 2021/22        | 1. HNL     | I      |           | kwartfinale  | |
| 2022/23        | 1. HNL     | I      |           | halve finale | winnaar Super Cup > HNK Hajduk Split: 0-0 (4-1 n.s.)                                                       |
| 2023/24        | 1. HNL     | I      |           | Winnaar      | < HNK Rijeka: 0-0 / 3-1; winnaar Super Cup > HNK Hajduk Split: 1-0                                         |
| 2024/25        | 1. HNL     | I      | 2         | kwartfinale  | |
| 2025/26        | 1. HNL     | I      | .         |              | |

## GNK Dinamo Zagreb in Europa
GNK Dinamo Zagreb speelt sinds 1951 in diverse Europese competities. Hieronder staan de competities en in welke seizoenen de club deelnam. De editie die Dinamo Zagreb heeft gewonnen is dik gedrukt:
- Champions League (24x)

1993/94, 1997/98, 1998/99, 1999/00, 2000/01, 2003/04, 2006/07, 2007/08, 2008/09, 2009/10, 2010/11, 2011/12, 2012/13, 2013/14, 2014/15, 2015/16, 2016/17, 2018/19, 2019/20, 2020/21, 2021/22, 2022/23, 2023/24, 2024/25
- Europacup I (2x)

1958/59, 1982/83
- Europa League (8x)

2009/10, 2010/11, 2013/14, 2014/15, 2017/18, 2018/19, 2020/21, 2021/22
- Conference League (2x)

2022/23, 2023/24
- Europacup II (9x)

1960/61, 1963/64, 1964/65, 1965/66, 1969/70, 1973/74, 1980/81, 1983/84, 1994/95
- UEFA Cup (18x)

1971/72, 1976/77, 1977/78, 1979/80, 1988/89, 1989/90, 1990/91, 1991/92, 1996/97, 1997/98, 2000/01, 2001/02, 2002/03, 2003/04, 2004/05, 2006/07, 2007/08, 2008/09
- Jaarbeursstedenbeker (6x)

1961/62, 1962/63, 1966/67, 1967/68, 1968/69, 1970/71
- Mitropacup (3x)

1962, 1967, 1973
- Centropa Cup (1x)

1951
Bijzonderheden Europese competities:
| Bijzonderheid                 | Datum      | Tegenstander      | Uitslag | Plaats  | Naam         | Aantal |
| ----------------------------- | ---------- | ----------------- | ------- | ------- | ------------ | ------ |
| Grootste overwinning          | 19-09-2002 | Zalaegerszegi TE  | 6-0     | Zagreb  |              |        |
| Grootste nederlaag            | 17-09-2024 | FC Bayern München | 2-9     | München |              |        |
| Speler met meeste wedstrijden | 02-11-2022 |                   |         |         | Arijan Ademi | 104    |
| Speler met meeste doelpunten  | 14-09-2022 |                   |         |         | Mislav Oršić | 28     |

UEFA Club Ranking: 38 (21-06-2025)

## 2022/23

### Selectie
| No.           | Nationaliteit                 | Naam                      | Geboortedatum | Bij club sinds | Vorige club          |
| ------------- | ----------------------------- | ------------------------- | ------------- | -------------- | -------------------- |
| Keepers       |                               |                           |               |                |                      |
| 1             | Kroatië                       | Danijel Zagorac           | 07.02.1987    | 2016           | RNK Split            |
| 33            | Kroatië                       | Ivan Nevistić             | 31.07.1998    | 2021           | Rijeka               |
| 40            | Kroatië                       | Dominik Livakovic         | 09.05.1995    | 2015           | NK Zagreb            |
| Verdedigers   |                               |                           |               |                |                      |
| 2             | Iran                          | Sadegh Moharrami          | 01.03.1996    | 2018           | Persepolis FC        |
| 3             | Kroatië                       | Daniel Stefulj            | 08.11.1999    | 2021           | HNK Rijeka           |
| 4             | Kroatië                       | Boško Šutalo              | 01.01.2000    | 2022           | Atalanta Bergamo     |
| 6             | Denemarken                    | Rasmus Lauritsen          | 27.02.1996    | 2020           | IFK Norrköping       |
| 13            | Noord-Macedonië               | Stefan Ristovski          | 12.02.1992    | 2021           | Sporting Lissabon    |
| 22            | Kroatië Oostenrijk            | Marin Leovac              | 07.08.1988    | 2018           | PAOK Saloniki        |
| 28            | Frankrijk                     | Kévin Théophile-Catherine | 28.10.1989    | 2018           | AS Saint-Étienne     |
| 29            | Zwitserland Kameroen          | François Moubandje        | 21.06.1990    | 2019           | Toulouse FC          |
| 37            | Kroatië                       | Josip Sutalo              | 28.02.2000    | 2020           | Eigen jeugd          |
| 55            | Kroatië                       | Dino Peric                | 12.07.1994    | 2013           | Eigen jeugd          |
| 66            | Oostenrijk                    | Emir Dilaver              | 07.05.1991    | 2018           | Lech Poznań          |
| Middenvelders |                               |                           |               |                |                      |
| 5             | Noord-Macedonië Kroatië       | Arijan Ademi              | 29.05.1991    | 2012           | NK Lokomotiva Zagreb |
| 7             | Kroatië                       | Luka Ivanusec             | 26.11.1998    | 2019           | NK Lokomotiva Zagreb |
| 10            | Kroatië                       | Martin Baturina           | 16.02.2003    | 2021           | Eigen jeugd          |
| 12            | Kroatië                       | Petar Bočkaj              | 23.07.1996    | 2021           | NK Osijek            |
| 14            | Oostenrijk                    | Robert Ljubičić           | 24.07.1999    | 2022           | Rapid Wien           |
| 20            | Kroatië                       | Antonio Marin             | 09.01.2001    | 2018           | Eigen jeugd          |
| 21            | Kroatië                       | Marko Brklača             | 15.07.2004    | 2022           | Hajduk Split         |
| 27            | Kroatië                       | Josip Misic               | 28.06.1994    | 2020           | Sporting Lissabon    |
| 31            | Kroatië                       | Marko Bulat               | 26.09.2001    | 2021           | HNK Sibenik          |
| 35            | Kroatië                       | Ivan Saranic              | 12.05.2003    | 2021           | Eigen jeugd          |
| 38            | Bosnië en Herzegovina Kroatië | Luka Menalo               | 22.07.2000    | 2021           | Rijeka               |
| Aanvallers    |                               |                           |               |                |                      |
| 9             | Kroatië                       | Bruno Petkovic            | 16.09.1994    | 2018           | Bologna FC 1909      |
| 11            | Azerbeidzjan                  | Mahir Emreli              | 01.07.1997    | 2022           | Legia Warschau       |
| 18            | Zwitserland                   | Josip Drmić               | 08.08.1992    | 2022           | Norwich City         |
| 41            | Kroatië                       | Gabrijel Rukavina         | 16.01.2004    | 2022           | Eigen jeugd          |
| 70            | Bosnië en Herzegovina Kroatië | Luka Menalo               | 22.07.1996    | 2018           | Siroki Brijeg        |
| 77            | Kroatië                       | Dario Spikic              | 22.06.1999    | 2021           | HNK Gorica           |
| 99            | Kroatië                       | Mislav Orsic              | 29.02.1992    | 2021           | Ulsan Hyundai FC     |

## Bekende (ex-)spelers
- Boško Balaban
- Zvonimir Boban
- Tomislav Ivković
- Fran Brodic
- Wilson Eduardo
- Zlatko Kranjčar
- Niko Kranjčar
- Edi Krnčević
- Hernán Medford
- Luka Modrić
- Dumitru Mitu
- Jens Nowotny
- Tomislav Butina
- Željko Petrović
- Marko Pjaca
- Danijel Pranjić
- Robert Prosinečki
- Mladen Ramljak
- Eduardo da Silva
- Dario Šimić
- Josip Šimić
- Mario Stanić
- Branko Strupar
- Davor Šuker
- Mark Viduka
- Goran Vlaović

1 Zagorac ·
2 Moharrami ·
3 Ogiwara ·
4 Torrente ·
5 Ademi  ·
6 Bernauer ·
7 Stojković ·
8 Kačavenda ·
9 Petković ·
10 Baturina ·
11 Hoxha ·
13 Mmaee ·
14 Oliveras ·
17 Kulenović ·
18 Pierre-Gabriel ·
19 Córdoba ·
20 Pjaca ·
21 Mbuku ·
22 Ristovski ·
23 Filipović ·
25 Sučić ·
27 Mišić ·
28 Théophile-Catherine ·
30 Rog · 
33 Nevistić ·
35 Mikić ·
39 Perković ·
55 Perić ·
77 Špikić ·
Coach: Bjelica
· Assistent-coach: Bule
Gorica · 
Istra 1961 · 
Osijek · 
Rijeka · 
Šibenik · 
Slaven Belupo · 
Hajduk Split · 
NK Varaždin · 
Dinamo Zagreb ·
Lokomotiva Zagreb